# Hedstumpbagge
Hedstumpbagge, Margarinotus neglectus, är en skalbaggsart som först beskrevs av Ernst Friedrich Germar 1813.  Hedstumpbagge ingår i släktet Margarinotus och familjen stumpbaggar, Histeridae. Enligt den finländska rödlistan är arten Akut hotad i Finland. Enligt den svenska rödlistan är arten sårbar i Sverige. Arten förekommer i Götaland, Gotland, Öland och Svealand. Arten har tidigare förekommit i Nedre Norrland men är numera lokalt utdöd. Artens livsmiljö är torra gräsmarker som hedar och torrängar. Inga underarter finns listade i Catalogue of Life.